# Ein ungleiches Paar (1988)
Ein ungleiches Paar ist ein deutscher Fernsehfilm von Peter Keglevic aus dem Jahr 1988, der auf dem Roman Der schöne Mann von Dieter Wellershoff basiert und im Auftrag von Ziegler Film für Das Erste produziert wurde. Judy Winter und Diego Wallraff sind als ungleiches Paar in Hauptrollen zu sehen.

## Handlung
Die Mittfünfzigerin Vera ist Modedesignerin aus Leidenschaft. Sie führt eine Ehe mit einem Anfang dreißigjährigen attraktiven Mann, der von ihr aber finanziell abhängig ist. Doch der Mann betrügt seine Vera und macht lieber zu wenig als zu viel an anfälliger Arbeit. Irgendwann reißt der geduldigen Vera der Geduldsfaden und es kommt zum Bruch in der Beziehung.

## Kritik
Der Spiegel schrieb seiner Zeit in Ausgabe 4/1988: „Dieter Wellershoff, Autor, tauchte eigens für dieses Modespiel in die Salons von Düsseldorf, um seine Geschichte von der alternden Designerin Vera, die wie eine Spinne im Netz einen jungen Mann umkrallt hält, stilecht umzusetzen. Judy Winter, die mit zurückgekämmtem Rothaar Elisabeth Flickenschildt ähnlich sieht, und ihr junger Galan haben einige Schwierigkeiten, gegen die vielen Handlungsklischees (Modewelt gleich schön gleich reich) und die Papierdialoge anzuspielen.“